# Coleochaetium scaberrimum
Coleochaetium scaberrimum là một loài rêu trong họ Orthotrichaceae. Loài này được (Broth.) Broth. mô tả khoa học đầu tiên năm 1925.